# Mary Poppins trở lại
Mary Poppins trở lại (tiếng Anh: Mary Poppins Returns) là một bộ phim điện ảnh thuộc thể loại nhạc kịch - kỳ ảo của Mỹ công chiếu năm 2018 do Rob Marshall làm đạo diễn và đồng sản xuất, với phần kịch bản do David Magee chắp bút từ phần cốt truyện của Magee, Marshall và John DeLuca. Dựa trên loạt tác phẩm Mary Poppins của P. L. Travers, bộ phim là phần tiếp nối của tác phẩm điện ảnh năm 1964 Mary Poppins, với sự tham gia của Emily Blunt vào vai nhân vật cùng tên, cùng sự tham gia của các diễn viên phụ gồm Lin-Manuel Miranda, Ben Whishaw, Emily Mortimer, Julie Walters, Pixie Davies, Nathanael Saleh, Joel Dawson, Colin Firth và Meryl Streep. Lấy bối cảnh vào những năm 1930 ở Luân Đôn, 20 năm sau những sự kiện của phần phim đầu tiên, phim xoay quanh Mary Poppins, một cô bảo mẫu cũ của Jane và Michael Banks, đã trở lại để giúp đỡ cho nhà Banks một lần nữa. Khi gia đình họ gặp một bi kịch trong thời kỳ Đại suy thoái, cô đã vực dậy tinh thần của gia đình nhà Banks để tìm lại được niềm vui. 
Walt Disney Pictures đã chính thức công bố tác phẩm vào tháng 9 năm 2015. Marshall được thuê làm đạo diễn vào cuối tháng 9, còn Blunt và Miranda được chọn gia nhập dàn diễn viên vào tháng 2 năm 2016. Công đoạn quay phim chính cho bộ phim được diễn ra từ tháng 2 đến tháng 7 năm 2017, diễn ra tại phim trường Shepperton Studios ở Anh. Bộ phim đã có buổi công chiếu đầu tiên trên thế giới tại Nhà hát Dolby ở Hollywood vào ngày 29 tháng 11 năm 2018 và được công chiếu tại Mỹ vào ngày 19 tháng 12 năm 2018. Với việc phát hành chính thức sau 54 năm ra mắt bộ phim gốc, đây là bộ phim có khoảng thời gian dài nhất giữa các phần phim tiếp theo trong lịch sử điện ảnh. Bộ phim cũng được khởi chiếu tại các cụm rạp ở Việt Nam vào ngày 28 tháng 12 năm 2018.
Sau khi ra mắt, bộ phim đã thu về 349,5 triệu USD trên các phòng vé toàn cầu, và đồng thời nhận được những đánh giá đa phần là tích cực từ giới chuyên môn, với những lời khen ngợi về diễn xuất của các diễn viên (nhất là Blunt và Miranda), cách đạo diễn bộ phim, kỹ xảo (đặc biệt là phân đoạn hoạt họa), nhạc phim, phục trang, giá trị sản xuất và mang cảm giác hoài niệm, mặc dù một số nhà phê bình cho rằng phần phim này có những điểm tương đồng với phần phim trước. Tác phẩm đã được Ủy ban Quốc gia về Phê bình Điện ảnh và Viện phim Mỹ bầu chọn là một trong mười bộ phim hay nhất năm 2018, đồng thời còn nhận được nhiều giải thưởng và đề cử khác nhau, bao gồm bốn hạng mục tại giải Quả cầu vàng lần thứ 76 (trong đó có giải Quả cầu vàng cho phim ca nhạc hoặc phim hài hay nhất), chín hạng mục tại giải Critics' Choice Awards lần thứ 24, ba hạng mục tại giải BAFTA lần thứ 72, và một đề cử cho hạng mục nữ chính dành cho Blunt tại giải SAG lần thứ 25. Tại giải Oscar lần thứ 91, bộ phim đã được đề cử ở bốn hạng mục bao gồm Nhạc phim hay nhất, Ca khúc trong phim hay nhất, Thiết kế sản xuất xuất sắc nhất và Thiết kế phục trang xuất sắc nhất.